# 保渚美
保渚美（日语：ほなみ，7月23日—），日本女性配音員。出身於埼玉縣。

## 人物簡介
81 Produce所屬（2015年4月1日加入）。2012年第6屆81Audition特別獎、萬代頻道獎、薩美獎得主（渡邊保渚美名義）。
興趣、特長：製作餜子&DIY、彈鋼琴、切魚塊。

## 演出作品
※粗體字表示說明飾演的主要角色。

### 電視動畫
2017年
- TRICKSTER -來自江戶川亂步「少年偵探團」-（日语：TRICKSTER -江戸川乱歩「少年探偵団」より-）（貓丘菫）

2018年
- （萌乃、小盛、3Q）

2019年
- 魔法露米緹爾 Luminary Tears（日语：まほうのルミティア Luminary Tears）（佩特露提婭[4]）
- 輕觸小發明 PIKACHIN-KIT（日语：ポチっと発明 ピカちんキット）（G）

### OVA
2015年
- 12歲。

### 電影動畫
2017年
- KING OF PRISM -PRIDE the HERO-（日语：KING OF PRISM -PRIDE the HERO-）

### 網路動畫
2019年
- 一點點動畫 動物朋友3（小食蟻獸）

### 遊戲
2015年
- 幻獸契約Cryptract（日语：幻獣契約クリプトラクト）（灰被、蘇菲亞、帕絲蒂、艾莉西亞、蘭蘭、漢娜）
- 魔女異聞錄：伊絲塔利亞傳說（姬神柯柯莉、伊賀忍的百道、瑪爾可）
- 問答RPG 魔法使與黑貓維茲（2015～2019，鈴鈴&彭坦）
- 新約Arcana Slayer（青龍、歐羅巴）

2016年
- 俺塔 -Over Legend Endless Tower-（日语：俺タワー -Over Legend Endless Tower-）／每天耕耘我的魔塔（2016～2017）
- 戰國姬譚MURAMASA -雅-（日语：戦国姫譚MURAMASA-雅-）（百武賢兼、佐治一成、初）
- 千姬大亂鬥（宇佐美定滿、柳生宗炬）
- 星界神話（ネルザ）
- 鋼鐵少女（逸仙、査爾斯·奧斯本、新奧爾良、沃克蘭）
- 幻獸姬（雷奧、盤古、輝夜姬）
- Ensemble Girls!!（日语：あんさんぶるガールズ!）（夏野百合）
- WONDER ORACLE（クフ）

2017年
- 潛空之復國記（巧克拉、嘉蒂）
- 再見吧武器（春香）
- 天空艦隊（克蘿莉卡、梅蘭妮）

2018年
- 刀使之巫女 刻印一閃的燈火（寺下鬼燈）
- （血色瑪莉）

2019年
- 我家公主最可愛（フラン）
- 動物朋友3（小食蟻獸）

### 廣播劇CD
2016年
- 緋彈的亞莉亞AA（學生、星伽華雪）[注 1]
- JOKER GAME 去吧！2年D組佐久間老師

### 外語配音

#### 動畫
- 迷失奧茲國（英语：Lost In Oz）（Thainess）
- 米老鼠混搭歷險記（英语：Mickey Mouse Mixed-Up Adventures）（Bitsie）
- 小公主蘇菲亞（Flary）

### 數位漫畫
2019年
- 男朋友（日语：ボーイフレンド (森田ゆきの漫画)）（朝日久留美）

### 有聲書
- 死黨角色很難當嗎？（2019年，雪宮汐莉[5]）

### 廣告
- Animax CAFE「流浪神差 ARAGOTO」合作廣告（2016年）－旁白
- 總務省統計局「支統計調査」（2018年）

### 其它
- U-CAN（日语：ユーキャン）商業文書講座（大塚花子）

## 腳註

## 外部連結
- 81 Produce公式官網的聲優簡介 （日語）
- 保渚美的X（前Twitter） （日語）